# Johann Adolph von Heintze
Johann Adolph Ernst Freiherr von Heintze-Weißenrode, auch Adolf von Heintze (* 7. März 1829 in Schleswig; † 6. Oktober 1904) war ein deutscher Verwaltungsjurist und Landrat.

## Leben
Adolf von Heintze war der dritte Sohn von Josias Friedrich Ernst von Heintze-Weissenrode und seiner Frau Elisabeth Cornelia Komtesse Reventlow (1804–1890) aus dem Haus Kaltenhof. Heinrich von Heintze-Weißenrode war sein jüngerer Bruder. Er besuchte bis zum Abitur Ostern 1848 das Katharineum zu Lübeck. Anschließend kämpfte er als Freiwilliger in der Schleswig-Holsteinischen Erhebung. Als Leutnant im I. Jägerbataillon wurde er beim Gefecht bei Kolding im April 1849 verwundet.
Er studierte Rechtswissenschaften und trat in den dänischen Verwaltungsdienst der Herzogtümer, zunächst als Auskultant in Glückstadt und Itzehoe. 1862 wurde er Amtmann für das Amt Reinbek. 

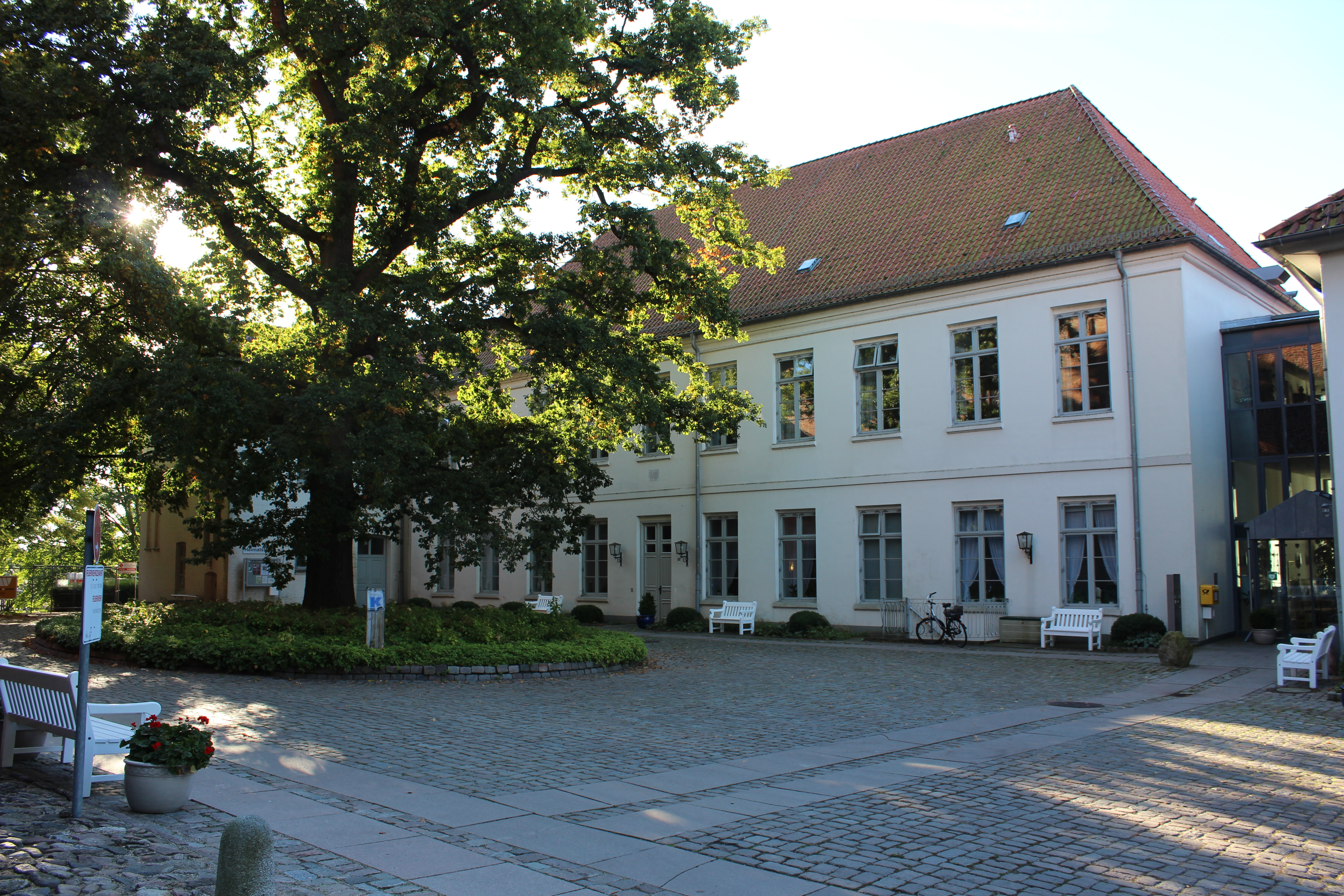
Amtshaus am Lindenplatz in Bordesholm

Nach Ende des Deutsch-Dänischen Kriegs ernannte ihn die preußische Regierung 1866 zum Landrat des Kreises Bordesholm. Dieses Amt hatte er bis 1894 inne. Sein Nachfolger wurde sein Neffe Adolf von Heintze-Weißenrode, der ihm schon seit 1892 als Assistent beigegeben war.
Seit dem 4. September 1862 war er verheiratet mit seiner Cousine Margarethe „Magda“ Hedwig Julie, geb. Gräfin Reventlow, einer Tochter von Christian Andreas Julius Reventlow (* 14. März 1843). Das Paar hatte zwei Töchter, Elisabeth (* 1866) und Frida (* 1869), und zwei Söhne: Traugott, später Präsident des Kieler Landeskirchenamts, und Christian, später Landrat in Eiderstedt und Regierungsrat in Berlin.